# European Round Table of Industrialists
L'European Round Table of Industrialists, usualment abreviada ERT i traduïda per Taula Rodona Europea d'Industrials és un lobby que data dels anys 1980 que treballa per a benefici propi. Són unes 50 multinacionals que formen una xarxa d'empreses europees que exerceixen lobby a la Unió Europea de manera que el mercat interior sigui «competitiu» i favorables als seus interessos. Intenten que les mesures preses desregulin (per a l'ERT és regulació) el mercat. Entre les 50 multinacionals s'hi troba Volvo, Fiat, Siemens, Philips, Renault, Nestlé, United Technologies, Shell,...

## Acció
L'ERT ha influenciat notablement en la redacció del text de l'Acta Única Europea del 1986 i en el text del Tractat de Maastricht del 1992. Aquests dos exemples il·lustren de manera flagrant el lobby industrial què exerceix l'ERT. En aquest sentit, manté una relació privilegiada amb el poder executiu i legislatiu de la Unió Europea.

## Presidents
- 1983 - 1988: Pehr G. Gyllenhammar (Volvo)
- 1988 - 1992: Wisse Dekker (Philips)
- 1992 - 1996: Jérôme Monod (Suez Lyonnaise des Eaux)
- 1996 - 1999: Helmut Maucher (Nestlé)
- 1999 - 2001: Morris Tabaksblat (Reed Elsevier) (Unilever)
- 2001 - 2005: Gerhard Cromme (ThyssenKrupp)
- 2005 - : Jorma Ollila (Nokia)